# Asiagomphus yayeyamensis
Asiagomphus yayeyamensis је инсект из реда Odonata и фамилије Gomphidae. 

## Угроженост
Ова врста се сматра угроженом.

## Распрострањење
Ареал врсте је ограничен на једну државу. 
Јапан је једино познато природно станиште врсте.

## Станиште
Станиште врсте су слатководна подручја. 